# Рент: Усна біографія Бастера Кейсі
Рент: У́сна біогра́фія Ба́стера Ке́йсі (2007) — роман Чака Поланіка, виданий 1 травня 2007 року.

## Зміст сюжету
Рент — прізвисько головного героя, нонконформіста з невеликого американського містечка, яке дала йому сіра маса через його незвичайні схильності, що викликають у міщан блювоту. Власне, це прізвисько і є модуляцією блювотного звуку.
У творі розкриваються пороки як сучасного суспільства, так і соціуму недалекого майбутнього. Основна ідея — соціальний розклад суспільства, викликаний кризою філософії споживацтва, що домінує в капіталістичному світі. Цьому розкладу намагаються протистояти послідовники альтернативних соціальних ідей — сам Рент і так звані «руйнувальники» — молодь, що виплескує енергію й намагання змінити світ засобом погоні один за одним на автомобілях і поступового, із ризиком для життя, їхнього знищення, а також з'єднаних із ними темних спогадів.
Також у творі присутня ідея самоскуплення, реалізована з метою поступового самовдосконалення засобом «витворення» покращеного «себе». Результатом однієї з таких спроб й стає Рент, який, урешті-решт, своєю навмисною загибеллю в «Руйнувальних Ночах» ставить крапку в ланцюжку безперешкодного інцесту.
Усі події відбуваються на тлі поділення суспільства на «дейтаймерів» і «найттаймерів», що свідчить про бажання влади відгородити добропорядних, смиренних громадян від небезпечних елементів: нонконформістів, «руйнувальників» й всіх тих, хто ставить під сумнів правильність вчинку.